# Col de la Colombière
Il Col de la Colombière (1613 m s.l.m.) è un valico alpino situato in Alta Savoia, nella regione Rodano-Alpi della Francia orientale. Il colle è percorso dalla Route des Grandes Alpes.